# Marvinter
Marvinter är Sveriges Radios julkalender 2017. Regi Eva Staaf. Marvinter producerades av Produktionsbolaget Filt. 

## Handling
9-årige Hugo skall fira jul med sin farmor i ett pensionat, som kryllar av figurer som verkar vara hämtade ur sagornas värld. Serien har många väsen baserade på den nordiska mytologin.

## Medverkande
- Alexej Manelov – Berättaren
- Elis Lindsten – Hugo
- Josefin Ljungman – Lumina
- Emma Broomé – Maran
- Fredde Granberg – Yngve
- Frida Bagri – Jenny
- Sannamari Patjas – Farmor Signe
- Sven Björklund – Knot och Gäddan
- Petrina Solange – Stenkross
- Peter Lorentzon – Surmule
- Björn Carlberg – Överste Rufsenhjälm, gastar och en Lyktgubbe
- Martha Tedla – Dubbelnöt
- Anna Blomberg – Backahästen
- Farao Groth – Näcken
- Henrik Ståhl – Tuss
- Anita Stenholm – Jätten
- Malgorzata Peiczynska – Varulven Rabies
- Sofia Wretling – Pysslingmamman
- Doris Wretling – Pysslingbarn
- Mary Wretling – Pysslingbarn
- Olof Wretling – Uggletaxin
- Johanna Koljonen – Ekorrfarbror Enok
- Ida Kjellin – Hamstertoffla
- Gustav Tegby – Hamstertoffla
- Blanka Ljungman – Myrlingar
- Roger Dackegård – Högtalarröst
- Erik Roll – Rimtursen
- Farzad Farzaneh – Lucköppnare

## Mobilspel
I samband med TV-serien släpptes ett mobilspel till iOS och Android utvecklat av Högskolan i Skövde i samarbete med Sveriges Radio.

### Fotnoter
1. ↑  ”Om marvinter”. Sveriges Radio. 16 oktober 2017. https://sverigesradio.se/sida/artikel.aspx?programid=5077&artikel=6782866. Läst 8 december 2019.
2. ↑  ”Så här kan du som lärare använda Marvinter med din klass”. Sveriges Radio. 20 oktober 2017. https://sverigesradio.se/sida/artikel.aspx?programid=5077&artikel=6803119. Läst 8 december 2019.
3. ↑  ”Julkalendern Marvinter släpps även som spel”. Skaraborgs Läns Tidning. 15 november 2017. https://www.skaraborgslanstidning.se/article/julkalendern-marvinter-slapps-aven-som-spel. Läst 19 januari 2024.[död länk]